# Novi Pori
Novi Pori (грч. Νέοι Πόροι, Nea Pori) je grčko primorsko naselje i letovalište u opštini Dion-Olimp, okrugu Pijerija, u Središnjoj Makedoniji. Godine 2021. imalo je 716 stanovnika. Glavna privredna grana je turizam, a naselje se odlikuje širokim ulicama i uređenim trgovima.

## Položaj
Nei Pori se nalazi ispod Olimpa, na 160 kilometara od granice sa Severnom Makedonijom i 43 kilometra južno od središta upravnog okruga Katerinija. Prvobitno naselje Stari Pori (grč. Παλαιοί Πόροι) nalazi se u brdu nekoliko kilometara od obale. Severno od Novog Porija smešteno je letovalište Platamon, a na jugu se nalaze močvare severne delte reke Pinios.

## Istorija
Novi Pori je osnovan 1976. godine. Izgrađen je prema urbanističkom planu, pa ima široke ulice, uređene trgove i parkove. Stanovništvo se uglavnom bavi turizom.

## Objekti
U selu postoje osnovna škola, kulturni centar, ambulanta, dva fudbalska igrališta i luksuzni hoteli i apartmani. U centru Novog Porija se nalazi crkva posvećena Svetoj Marini, a u blizini još nekoliko njih: crkva Svetih apostola, crkva Svetog proroka Ilije, crkva Svete Paraskeve i crkva Svetog Trojstva. U naselju se nalaze i crkva Svetog Dimitrija i Svetog Nikole. U okolini se nalaze značajna arheološka nalazišta.

## Turizam
Novi Pori ima dugu i široku peščanu plažu. Na plažama postoje tuševi i kabine za presvlačenje. Turistima je na raspolaganju veliki broj taverni, kafića, poslastičarnica i prodavnica.